# Schader-Stiftung
Die Schader-Stiftung ist eine gemeinnützige Stiftung bürgerlichen Rechts mit Sitz in Darmstadt. Sie finanziert ihre Fördertätigkeit aus den Erträgen des von Alois M. Schader gestifteten Privatvermögens. Die Schader-Stiftung wurde 1988 gegründet.

## Stiftungszweck
Zweck der Stiftung ist die Förderung der Gesellschaftswissenschaften. Die Stiftung will die Kommunikation und Kooperation zwischen den Gesellschaftswissenschaften und der Praxis sowie die Praxisorientierung in den Gesellschaftswissenschaften fördern. Die Schader-Stiftung versteht sich als Dialogplattform, die wissenschaftliche, öffentliche und zivilgesellschaftliche Projekte ermöglicht, durchführt, moderiert und teilweise auch publiziert.
Die Fördertätigkeit gliedert sich in sieben Themenfelder:
- Gemeinwohl und Verantwortung
- Demokratie und Engagement
- Nachhaltige Entwicklung
- Vielfalt und Integration
- Stadtentwicklung und Wohnen
- Kommunikation und Kultur
- Demographie und Strukturwandel[2]

Die Schader-Stiftung fördert überwiegend durch die Ausrichtung von Veranstaltungskooperationen im eigenen Stiftungszentrum in Darmstadt. Der Stiftungszweck des Dialogs zwischen Gesellschaftswissenschaften und Praxis bedingt, dass auch wissenschaftliche Projekte durchweg eine Beteiligung von Praxis aufweisen. Nach der Stiftungssatzung „werden unter Gesellschaftswissenschaften alle Wissenschaften verstanden, die sich mit der Weiterentwicklung des Gemeinwesens auseinandersetzen.“ Ein „Call for Conferences“ richtet sich an die gesellschaftswissenschaftlichen Fachgesellschaften und an Projekte der Deutschen Forschungsgemeinschaft.

## Gremien
Dem Vorstand gehören als Geschäftsführender Vorstand seit 1. Juni 2013 Alexander Gemeinhardt sowie als nebenamtlicher Vorstand seit dem 16. März 2020 Robert Langer als Finanzvorstand an. Dem Stiftungsrat stehen Andrea Bartl sowie Philipp Thoma vor, weitere Mitglieder sind Heiko Depner, Jochen Partsch, Dagmar Rechenbach, Caroline Y. Robertson-von Trotha, Kjell Schmidt und Marie-Luise Wolff.
Der Große Konvent ist das zentrale Beratungsgremium der Stiftung und tagt jährlich im Umfeld des Gründungstags der Stiftung (30. November). Damit beteiligt die Schader-Stiftung ihre Kooperationspartner in einem besonderen Verfahren direkt an der Erstellung der Programmarbeit. Aus dem Großen Konvent rekrutiert sich ein Kleiner Konvent als Wissenschaftlicher Beirat. Ihm gehören derzeit an: Maximilian Bertamini, Jana Friedrichsen, Anselm Hager, Roger Häußling, Ulrike Röttger, Ursula Stein und Peter F. Titzmann.
Der Senat der Schader-Stiftung bildet sich aus den letztjährigen Preisträgern des Schader-Preises, namentlich Steffen Mau,  Lisa Herzog, Armin Nassehi, Dorothea Kübler, Christoph Möllers, Otfried Jarren und Nicole Deitelhoff. Frühere Senatsmitglieder waren Franz-Xaver Kaufmann (bis 2016), Klaus von Beyme (bis 2017), Stephan Leibfried (bis 2018), Wolf Lepenies (bis 2019), Paul Kirchhof (bis 2020), Jutta Allmendinger (bis 2021), Angelika Nußberger (bis 2022) und Christine Landfried (bis 2023).

## Ausgewählte Projekte

### Großer Konvent
Der Große Konvent als Haupttagung jeweils im November setzt mit seinem Titel das „Konventsthema“ als Jahresthema der Schader-Stiftung, das zugleich als Förderschwerpunkt für das laufende und das Folgejahr ausgeschrieben wird.
- Timing. Weil nicht alles seine Zeit hat (Großer Konvent 2025)
- Bleibt alles anders (Großer Konvent 2024)
- Willkommen in meiner Wirklichkeit (Großer Konvent 2023)
- Balancen (Großer Konvent 2022)
- Liberté – Égalité – Solidarité (Konventsthema 2022; ab 2022 eröffnet der Konvent das neue Jahresthema)
- Normalität als Experiment (Großer Konvent 2021)
- Das Erleben der Anderen. (Großer Konvent 2020)[5]
- DU BIST NICHT ALLEIN. Öffentlicher Raum im Dialog (Großer Konvent 2019)[6]
- Mehr ... wagen – '68, '18 und die politisierte Gesellschaft (Großer Konvent 2018)[7]
- Definiere Deutschland! (Großer Konvent 2017)[8]
- Kulturelle Praktiken 4.0 – Verführung oder Selbstbestimmung? (Großer Konvent 2016)[9]
- Öffentliche Wissenschaft (Großer Konvent 2015)[10]
- Nachhaltigkeit im Dialog (Großer Konvent 2014)[11]
- 25 Jahre Dialog zwischen Gesellschaftswissenschaften und Praxis (Großer Konvent 2013)[12]

### s:ne Systeminnovation für Nachhaltige Entwicklung
Seit dem 1. Januar 2018 bis Ende 2022 bietet die Schader-Stiftung als strategischer Partner der Hochschule Darmstadt eine Innovations- und Transformationsplattform im Projekt „s:ne Systeminnovation für Nachhaltige Entwicklung – Transfer als Lernprozess in der Region“ an. s:ne wird aus der Bund-Länder-Förderinitiative „Innovative Hochschule“ des Bundesministeriums für Bildung und Forschung finanziert. Mit rund zwei Millionen Euro pro Jahr und einer Laufzeit von fünf Jahren werden die Bestrebungen der Hochschule Darmstadt unterstützt, in Lehre und Forschung im Bereich der Nachhaltigen Entwicklung eng mit Akteuren aus Wissenschaft und Wirtschaft in der Region zusammenzuarbeiten und dabei relevante Akteure der Region sowie weitere Hochschulen, außeruniversitäre Forschung und die Zivilgesellschaft in einem transformativen Prozess zusammenbringen und die Transferaktivitäten der Hochschule in mehreren Phasen in ein „lernendes System“ zu überführen. Die ersten inhaltlichen Schwerpunkte sind: Nachhaltige Städte und Siedlungen, nachhaltige Konsum- und Produktionsweisen sowie Digitale Stadt.

### Integrationspotenziale in Gesellschaftswissenschaften und Praxis
Ziel ist des Projektes ist es, Integrationspotenziale von Menschen mit Migrationshintergrund nachhaltig zu stärken, deren Eigeninitiative und gesellschaftliche Selbstwirksamkeit zu erhöhen, das Themenfeld Integration in gesellschaftswissenschaftlichen Debatten zu verankern, den Austausch zwischen gesellschaftlichen Sektoren, mit der Sozialwissenschaft und weiteren Wissenschaften zu stärken, Kompetenzen der Beteiligten zu erweitern und die strukturelle Verbesserung der Kooperation und sozialen Koproduktion von Menschen mit und ohne direkten Migrationshintergrund zu erreichen. Die einzelnen Veranstaltungen des Projekts fördern in erster Linie den Austausch zwischen gesellschaftlichen Sektoren und der Wissenschaft. Das auf drei Jahre angelegte Projekt (2016–2019) wird vom Landesprogramm WIR des Hessischen Ministeriums für Soziales und Integration gefördert.

### Sommercamps
Alle zwei Jahre bietet die Schader-Stiftung in Kooperation mit der ZEIT-Stiftung Ebelin und Gerd Bucerius Sommercamps als interdisziplinäres Angebot für Studierende höherer Semester, Promovierende und junge Berufstätige mit maximal drei Jahren Berufserfahrung an. Im Sommercamp konzipieren interdisziplinär zusammengesetzte Dialogprojekte im Rahmen eines vorgegebenen, zumeist weit gespannten Themas. Die Auslober des Sommercamps versprechen, eines der entwickelten Projekte im Anschluss umzusetzen, weiterzuentwickeln oder fördernd voranzutreiben.
Themen der Sommercamps waren bisher:
- 2021: Wie wir wohnen, leben, arbeiten werden[5]
- 2019: Echte Kommunikation im öffentlichen Raum
- 2017: Sicher in der Stadt. Zusammenleben und Konflikt im Stadtraum
- 2015: Neue Verantwortungen – Gesellschaft, Gemeinwohl, Gestaltung
- 2013: Transformationen des Alltäglichen: Einflüsse. Initiative. Zukünfte.

Das Sommercamp 2019 fand in Kooperation mit der ZEIT-Stiftung Ebelin und Gerd Bucerius, der Akademie der Architekten- und Stadtplanerkammer Hessen und dem Deutschen Werkbund Hessen statt.

### Galerie der Schader-Stiftung
Standort der Galerie der Schader-Stiftung
Die Schader-Stiftung bietet mit einer eigenen Galerie eine Möglichkeit, zeitgenössische Kunst unter sozialwissenschaftlichen Fragestellungen zu präsentieren. Die Galerie wurde im Zuge eines Umbaus von „Haus Schader“, dem älteren Stiftungsgebäude in der Goethestraße 1, 1993 errichtet und umfasst einen dreiteilig gegliederten Raum von 300 m2 Ausstellungsfläche. Von 2007 bis 2017 kooperierte die Galerie der Schader-Stiftung mit dem Hessischen Landesmuseum Darmstadt in zwei Ausstellungsreihen: „Dialoge – Gesellschaftswissenschaften und Kunst“ (2014–2017) sowie „Bilder gesellschaftlichen Wandels“ (2007–2012).

## Publikationen

### Grundlegende Publikationen
- Alexander Gemeinhardt (Hrsg.): Die Praxis der Gesellschaftswissenschaften. 30 Jahre Schader-Stiftung. Darmstadt 2018, ISBN 978-3-932736-49-0.
- Schader-Stiftung (Hrsg.): In diesem Geschäft gibt es keine Mathematik. 20 Jahre Schader-Stiftung. Erschienen anlässlich des zwanzigjährigen Bestehens der Schader-Stiftung. Darmstadt 2010, ISBN 978-3-932736-30-8.

### Dokumentationen des Großen Konvents
- Schader-Stiftung (Hrsg.): Normalität als Experiment. Großer Konvent der Schader-Stiftung. Dokumentation der Jahrestagung am 29. Oktober 2021. Darmstadt 2021, ISBN 978-3-932736-56-8.
- Schader-Stiftung (Hrsg.): Das Erleben der Anderen. Großer Konvent der Schader-Stiftung. Dokumentation der Jahrestagung am 6. November 2020. Darmstadt 2020, ISBN 978-3-932736-52-0.
- Schader-Stiftung (Hrsg.): DU BIST NICHT ALLEIN. Großer Konvent der Schader-Stiftung. Dokumentation der Jahrestagung am 8. November 2019. Darmstadt 2019, ISBN 978-3-932736-51-3.
- Schader-Stiftung (Hrsg.): Mehr  ... wagen. '68, '18 und die politisierte Gesellschaft. Großer Konvent der Schader-Stiftung. Dokumentation der Jahrestagung am 9. November 2018. Darmstadt 2018, ISBN 978-3-932736-50-6.
- Schader-Stiftung (Hrsg.): Definiere Deutschland! Großer Konvent der Schader-Stiftung. Dokumentation der Jahrestagung am 10. November 2017. Darmstadt 2017, ISBN 978-3-932736-48-3.
- Schader-Stiftung (Hrsg.): Kulturelle Praktiken 4.0 – Verführung oder Selbstbestimmung. Großer Konvent der Schader-Stiftung. Dokumentation der Jahrestagung am 18. November 2016. Darmstadt 2016, ISBN 978-3-932736-47-6.
- Schader-Stiftung (Hrsg.): Öffentliche Wissenschaft. Großer Konvent der Schader-Stiftung. Dokumentation der Jahrestagung am 20. November 2015. Darmstadt 2015, ISBN 978-3-932736-45-2.
- Schader-Stiftung (Hrsg.): Nachhaltigkeit im Dialog. Großer Konvent der Schader-Stiftung. Dokumentation der Jahrestagung am 14. November 2014. Darmstadt 2014, ISBN 978-3-932736-44-5.
- Schader-Stiftung (Hrsg.): 25 Jahre Dialog zwischen Gesellschaftswissenschaften und Praxis (1988–2013). Dokumentation des Fachkongresses am 29. November 2013. Darmstadt 2013, ISBN 978-3-932736-42-1.

### Tagungsdokumentationen
- Alexander Gemeinhardt, Karen Lehmann (Hrsg.): Wege transformativer Forschung: Zielorientierung und Indikatoren. Dokumentation des tF-Symposiums am 7. Oktober 2020 im Schader-Forum. Darmstadt 2021. ISBN 978-3-932736-54-4.[2]
- Pia Rother, Tanja Betz, Saskia Flegler, Alexander Gemeinhardt (Hrsg.): Wo bitte geht’s ‚zur Augenhöhe‘? Wunsch und Wirklichkeit der Beteiligung von Kindern und Eltern in Kindertageseinrichtungen. Dokumentation des Dialogforums am 21. September 2020 im Schader-Forum. Darmstadt 2021. ISBN 978-3-932736-53-7[1]
- Schader-Stiftung: Öffentliche Wissenschaft. Dokumentation der Tagung am 19. und 20. März 2015. Darmstadt 2015.
- Uwe-Jens Walther, Kirsten Mensch (Hrsg.): Armut und Ausgrenzung in der ‚Sozialen Stadt’. Konzepte und Rezepte auf dem Prüfstand. Tagungsbeiträge einer gemeinsamen Veranstaltung der Sektion „Stadt- und Regionalsoziologie“ der Deutschen Gesellschaft für Soziologie und der Schader-Stiftung. Darmstadt 2004, ISBN 3-932736-13-3.
- Schader-Stiftung (Hrsg.): Öffentliche Daseinsvorsorge – Problem oder Lösung? Vorträge und Argumente aus einer Veranstaltungsreihe der Schader-Stiftung zum Thema „Öffentliche Daseinsvorsorge“ ergänzt durch einen reichhaltigen Materialienanhang. Darmstadt 2003, ISBN 3-932736-11-7.
- Schader-Stiftung (Hrsg.): Politische Steuerung der Stadtentwicklung. Das Programm „Die soziale Stadt“ in der Diskussion. Dokumentation des Schader-Kolloquiums am 15./16. Juni 2000 in Darmstadt. 2., unveränd. Auflage. Darmstadt 2002, ISBN 3-932736-06-0.

### Themenfeld Stadtentwicklung und Wohnen
- Matthias Bernt, Michael Haus, Tobias Robischon (Hrsg.): Stadtumbau komplex: Governance, Planung, Prozess. Darmstadt 2010, ISBN 978-3-932736-32-2.
- Schader-Stiftung (Hrsg.): Zuhause in der Stadt. Dokumentation der Konferenz am 17./18. Juni 2008 im darmstadtium in Darmstadt. Darmstadt 2008, ISBN 978-3-932736-24-7.
- Schader-Stiftung, Stiftung Trias (Hrsg.): Gemeinschaftlich Wohnen. Raus aus der Nische – rein in den Markt! Darmstadt 2008, ISBN 978-3-932736-23-0.
- Björn Egner, Nikolaos Georgakis, Hubert Heinelt, Reinhart C. Bartholomäi: Wohnungspolitik in Deutschland. Positionen. Akteure. Instrumente. Darmstadt 2004, ISBN 3-932736-12-5.
- Heike Liebmann, Tobias Robischon (Hrsg.): Städtische Kreativität – Potenzial für den Stadtumbau. Institut für Regionalentwicklung und Strukturplanung (IRS) und Schader-Stiftung, Erkner (b. Berlin). 2003, ISBN 3-932736-10-9.
- wohn:wandel. Szenarien, Prognosen, Optionen zur Zukunft des Wohnens. Darmstadt 2001, ISBN 3-932736-07-9.
- BauWohnberatung Karlsruhe und Schader-Stiftung (Hrsg.): Neues Wohnen fürs Alter. Was geht und wie es geht Vorträge zum Kongress „Neues Wohnen im Alter“ in Karlsruhe 2003 ergänzt um weiteres Material. Anabas-Verlag, Frankfurt am Main 2004, ISBN 3-87038-363-1.

### Themenfeld Vielfalt und Integration
- Schader-Stiftung (Hrsg.): Interkulturelle Öffnung in strukturschwachen ländlichen Regionen. Ein Handbuch für Kommunen. Darmstadt 2014, ISBN 978-3-932736-43-8.
- Schader-Stiftung (Hrsg.): Willkommenskultur als Strategie zur Gewinnung von Fachkräften – sind wir bereit für mehr Zuwanderung? Darmstadt 2013.
- Schader-Stiftung (Hrsg.): Erfolgreiche Integration im ländlichen Raum. Handlungsempfehlungen und Gute-Praxis-Beispiele. Darmstadt 2011, ISBN 978-3-932736-38-4.
- Schader-Stiftung (Hrsg.): Integrationspotenziale in kleinen Städten und Landkreisen. Ergebnisse des Forschungs-Praxis-Projekts. Darmstadt 2011, ISBN 978-3-932736-36-0.
- Schader-Stiftung, DST, GdW, DifU, InWIS (Hrsg.): Handlungsfeld Stadträumliche Integrationspolitik. Ergebnisse des Projektes „Zuwanderer in der Stadt“. Darmstadt 2007, ISBN 978-3-932736-19-3.
- Regina Höbel, Melanie Kloth, Bettina Reimann, Ulla-Kristina Schuleri-Hartje: Stadträumliche Integrationspolitik. Projekt „Zuwanderer in der Stadt“ – Abschlussbericht. Darmstadt 2006.
- Schader-Stiftung, DST, GdW, DifU, InWIS (Hrsg.): Zuwanderer in der Stadt. Empfehlungen zur stadträumlichen Integrationspolitik. Darmstadt 2005, ISBN 3-932736-16-8.
- Ulla-Kristina Schuleri-Hartje, Holger Floeting, Bettina Reimann: Ethnische Ökonomie. Integrationsfaktor und Integrationsmaßstab. Schader-Stiftung und Dt. Institut für Urbanistik (DifU), Darmstadt 2005, ISBN 3-932736-14-1.

### Weitere thematische Publikationen
- Schader-Stiftung und Generali Zukunftsfonds (Hrsg.): Heimrecht und gemeinschaftliche Wohn-Pflegeformen. Eine Untersuchung der neuen heimrechtlichen Landesgesetze und des Bundesheimgesetzes von Monika Berghäuser. Darmstadt 2012, ISBN 978-3-932736-39-1.
- Hessisches Ministerium für Wirtschaft, Verkehr und Stadtentwicklung, Hessisches Ministerium für Wissenschaft und Kunst und Schader-Stiftung (Hrsg.): Kulturwirtschaft fördern – Stadt entwickeln. 3. Hessischer Kulturwirtschaftsbericht. Wiesbaden 2008.
- Schader-Stiftung (Hrsg.): Die Zukunft der Daseinsvorsorge. Öffentliche Unternehmen im Wettbewerb. Darmstadt 2001, ISBN 3-932736-08-7.
- Joachim Monstadt, Karsten Zimmermann, Tobias Robischon, Barbara Schönig (Hrsg.): Die diskutierte Region. Probleme und Planungsansätze der Modellregion Rhein-Main. Ergebnisse der Veranstaltungsreihe „Metropolenforum Rhein-Main“ der Schader-Stiftung und der Technischen Universität Darmstadt, Fachgebiet Raum- und Infrastrukturplanung, Institut IWAR und des LOEWE-Schwerpunkts „Eigenlogik der Städte“. Campus-Verlag, Frankfurt/ New York 2012, ISBN 978-3-593-39654-5.
- Martina Löw, Peter Noller, Sabine Süß (Hrsg.): Typisch Darmstadt. Eine Stadt beschreibt sich selbst. Der Band ist das Ergebnis einer Kooperation des Forschungsschwerpunkts „Stadtforschung“ der TU Darmstadt und der Schader-Stiftung. Campus-Verlag, Frankfurt/ New York 2010, ISBN 978-3-593-39178-6.
- Kirsten Mensch, Jan C. Schmidt (Hrsg.): Technik und Demokratie. Zwischen Expertokratie, Parlament und Bürgerbeteiligung. Vorträge aus einer Veranstaltungsreihe der Technischen Universität Darmstadt und der Schader-Stiftung zum Thema „Elfenbeinturm oder Stimmzettel? Demokratiefähigkeit von Zukunftswissenschaften und Zukunftstechnologien“. VS Verlag für Sozialwissenschaften, Wiesbaden 2003.